# 計量経済学
計量経済学（けいりょうけいざいがく、英: econometrics）とは、経済学の理論に基づいて経済モデルを作成し、統計学の方法によってその経済モデルの妥当性に関する実証分析を行う学問である。

## 古典的計量経済学

### 系列
分析の対象となる経済系列は、次の3種類に大別される。
- 交差系列（英語版） (Cross section Data) ：同一時点での様々なデータ。例えば、ある時点で47都道府県の人口、人口密度、男女比などを調べたもの。
- 時系列 (Time series Data) ：同一種類のデータを様々な時点で取ったもの。例えば、ある都道府県の人口を時間を追って調べたもの。
- 交差時系列 (Panel Data) ：交差系列 (Cross section Data) で時系列 (Time series Data) である系列。例えば、47都道府県の人口を時間を追って調べたもの。パネルデータ分析と呼ぶことが多い。

### 最小二乗法

#### 単回帰

##### 推定量の導出
実証分析は、多くの場合回帰分析を通じて行われる。回帰式の推定方法には様々なものがあり、最も基本的なものがOLS (Ordinary Least Squares) 、最小二乗法である。被説明変数 {\displaystyle Y_{i}} を説明変数 {\displaystyle X_{i}} で表す回帰方程式、
{\displaystyle Y_{i}=bX_{i}+a+u_{i}}
を設定して、被説明変数の測定値と（説明変数の測定値および回帰式を用いて求めた）被説明変数の推定値の差（これを残差と呼ぶ）の二乗和を最小にする係数を求める。
実績値 {\displaystyle Y_{i}} および推定値 {\displaystyle {\hat {Y}}_{i}={\hat {b}}X_{i}+{\hat {a}}} との残差 {\displaystyle U=Y_{i}-{\hat {Y}}_{i}} の二乗和
{\displaystyle \Sigma \ {U_{i}}^{2}=\Sigma \ (Y_{i}-{\hat {Y}}_{i})^{2}}

{\displaystyle =\Sigma \ (Y_{i}-{\hat {b}}X_{i}-{\hat {a}})^{2}}

{\displaystyle =\Sigma \ ({Y_{i}}^{2}+({\hat {b}}X_{i})^{2}+{\hat {a}}^{2}-2({\hat {b}}Y_{i}X_{i}+{\hat {a}}Y_{i}-{\hat {a}}{\hat {b}}X_{i}))}
が最小になるように {\displaystyle {\hat {b}}} と {\displaystyle {\hat {a}}} で一次微分する。
{\displaystyle {\begin{cases}\Sigma \ X_{i}(Y_{i}-{\hat {b}}X_{i}-{\hat {a}})=0\\\Sigma \ (Y_{i}-{\hat {b}}X_{i}-{\hat {a}})=0\end{cases}}}
⇔
{\displaystyle {\begin{cases}\Sigma \ X_{i}Y_{i}={\hat {b}}\Sigma \ {X_{i}}^{2}+{\hat {a}}\Sigma \ X_{i}\\\Sigma \ Y_{i}={\hat {b}}\Sigma \ X_{i}+n{\hat {a}}\end{cases}}}
⇔
すると正規方程式
{\displaystyle {\begin{cases}\Sigma \ X_{i}Y_{i}={\hat {b}}\Sigma \ {X_{i}}^{2}+{\hat {a}}\Sigma \ X_{i}\\{\bar {Y}}={\hat {a}}+{\hat {b}}{\bar {X}}\end{cases}}}
が得られる。
⇒
{\displaystyle \Sigma \ X_{i}Y_{i}={\hat {b}}\Sigma \ {X_{i}}^{2}+({\bar {Y}}-{\hat {b}}{\bar {X}})\Sigma \ X_{i}}
→
{\displaystyle {\hat {b}}={\frac {\Sigma \ X_{i}Y_{i}-{\bar {Y}}\Sigma \ X_{i}}{\Sigma \ {X_{i}}^{2}-{\bar {X}}\Sigma \ X_{i}}}}

{\displaystyle {\hat {a}}={\bar {Y}}-{\hat {b}}{\bar {X}}}
最後に得られるのが最小二乗推定量 {\displaystyle {\hat {b}}} と {\displaystyle {\hat {a}}} である。

##### 誤差項についての標準的仮定
1. 系列無相関
2. 分散均一性
3. 説明変数との無相関
4. 正規性

のうち、1-3を満たすとき、ガウス＝マルコフの定理が成立する（4は不要であることに注意せよ）。
ガウス＝マルコフの定理は、上記1-3の仮定のもとで最小二乗推定量は最良線形不偏推定量 (Best Linear Unbiased Estimator) であること、つまり線形かつ不偏な推定量の中で最も望ましい性質（分散最小化・有効性）を持っていることを保証する。
また、多次式、指数、対数、ロジスティック方程式は、変数を1次に変形した回帰方程式で表せる。

##### 単係数の有意性
最後に、単回帰分析によって得られた最小二乗推定量の棄却可否は、最小二乗推定量が定数項と説明変数の数の和を自由度とするt分布に従うことから、T検定によって検定される。帰無仮説で係数を0とするt値が高いほど有意である確率、つまりモデルが棄却される確率であるP値が低くなる。
統計的仮説検定の論理を厳密に辿るなれば、この検定では係数が0か否かを検定しているに過ぎず、たとえ帰無仮説を採択できなくなったとしても、それが係数が他の特定の値であることを支持している訳ではない。対立仮説の設定いかんにより、片側検定・両側検定の違いはあっても、検定していることは0かどうかということだけである。

#### 多重回帰
説明変数を2つ以上にする場合を多重回帰または重回帰という。

##### 推定量の導出
重回帰ではスカラー表示だと式が複雑になるので、生産的ではない。行列表示で理解できれば必要十分である。
真のモデルを行列表示で
{\displaystyle y=X\beta +\varepsilon }
としたとき、OLS推定量は
{\displaystyle {\hat {\beta }}=(X^{\prime }X)^{-1}(X^{\prime }y)}
となる。

##### 複数係数の有意性
多重回帰分析によって得られた複数の最小二乗推定量、すなわち係数の複数線形制約の棄却可否は、（分散不均一の場合でも）Wald検定・ウィルソンの信頼区間・尤度比検定によって検定可能である。これら3つの検定統計量は、全て {\displaystyle \chi ^{2}} 分布するものであり、漸近的に全く同じものである。分散均一性の仮定が満たされた下では、F分布上におけるF統計量の値によって可否を定めるF検定によって検定可能である。この場合のF統計量は、Wald検定統計量と1対1に対応する。
個別係数の有意性は、単回帰と同様にt検定で見ることができる。

##### 多重共線性
重回帰分析では多重共線性（multi-collinearity）が生じるため、係数の検定ができなくなる。ただし、係数や共分散行列の推定量の一致性を損ねないため、漸近理論を重視する最近の計量では問題視されない。

#### 標準的仮定に関する問題
誤差項が標準的仮定を満たさず、系列相関や不均一分散、説明変数との相関などが生ずる可能性がある。こういった場合、パラメーターを推定するにあたって何らかの処方箋を講じる必要が出てくる。これは統計量の性質と不可分な関係にある。
不偏性
これは上述の3を満たしていれば、パラメーターは不偏性を満たすことになる。言い換えれば、誤差項が系列相関を持っていたり、分散が均一でない場合でも、不偏性を満たすことが可能であることを示している。
系列相関
系列相関を図る指標としてダービン・ワトソン統計量があり、統計量が2の近傍から離れるかどうかで系列相関を判定する。
被説明変数の過去の値が説明変数に入っている場合、Durbin's hが用いられる。系列相関を解決する方法として、誤差項が一階の自己回帰に従わせてCochran-Orcutt法がある。ほかには最尤推定が用いられる。White修正の系列相関へ対応するために拡張させたNewey-West修正を行えば、系列相関に対して頑健なt値を求めることができる。
不均一分散
不均一分散を図る指標としてWhite TestやBreusch-Pagan検定が用いられる。
不均一分散を解決する方法として、Whiteの標準誤差を用いる方法や、一般化最小二乗法がある。共分散行列をWhite修正することで、不均一分散だとしても一致性のあるt値を計算することができる。最近の計量は漸近理論を重視するため、実際の実証分析の論文では、不均一分散だとしても頑健なt値（すなわちWhite修正済みのt値）を報告しており、White TestやBreusch-Pagan検定などを行っている論文はほとんど見かけない。
説明変数との相関

説明変数との相関を解決する方法として、操作変数法がある。これは誤差項とは相関が低く、説明変数とは相関が高い変数を説明変数に加えることにより、誤差項との相関を低下させようとする方法である。簡単な演算により、説明変数の数と操作変数の数が等しい場合には、この方法は二段階最小二乗法と同じであることが確認される。このことより、同時方程式における二段階最小二乗法は、誤差項との相関を無くす方法であるために、同時方程式バイアスの問題を解消する働きがあることがわかる。操作変数法を用いても、不偏性は確保されない。一致性が確保されるだけである。
正規性
厳密には、誤差項が正規分布にしたがっていない場合、T検定を用いることは理論的に不可能である。ここで理論的と書いたのは、大標本においては中心極限定理によりT検定を用いることが保証されるからである（ただし、分散が存在しない場合は正規分布に分布収束しない）。
正規性の検定には、古くからコルモゴロフースミルノフ検定が用いられており、これは現在でも改めてその有用性が評価されている。他にはJarque and Beraによる検定統計量もある。いずれも {\displaystyle \chi ^{2}} 分布に従う統計量である。
標準的仮定が崩れた場合として以上のような対処法がある訳だが、漸近理論を重視する近年の計量では、最初から標準的仮定が崩れた世界を想定し、推定を行っている。「説明変数との相関」が存在しないことが確信できる場合は、White修正やNewey-West修正し、確信できない場合は操作変数法に頼るのが最近の流れである。操作変数法の場合にも、White修正やNewey-West修正を行い頑健な分析を行うのが一般的である。このような流れの背景には、漸近理論を重視し、推定量の効率性について軽視する計量経済学の流れがある。上記にあるような対処法は、標準的仮定を満たす世界を作ろうとする努力といえるが、その努力の理由はOLS推定量が最良線形不偏推定量(Best Linear Unbiased Estimator; BLUE)になるからである。すなわち、OLS推定量の効率性を得たいのである。漸近理論重視の計量経済学では、効率性と正しく仮説検定を行えることのトレードオフで、後者を重視している。よって、標準的仮定を満たす世界を作ろうとする努力は、最近ではそもそも行われていない。

#### 原系列に関する問題
ダミー変数
原系列に問題が出た場合の対処方法の1つにダミー変数（Dummy variable）を用いる方法がある。
ダミー変数には大きく分けて以下4通りある。
異常値ダミー異常値については、異常値ダミーを用いる。
季節ダミー季節変化については、季節ダミーを用いる。例えば4半期毎のダミーを入れる場合がある。
構造変化構造変化についても、ダミーを用いる。構造変化はChow検定で検定する。
グループ分けグループ分けについても、ダミーを用いる。グループ分けの例として男女間で分けるなどがある。

切断された原系列
切断されたデータにはトービットモデルを当てはめる。トービットモデルの項参照。

#### 定式化に関する問題
定式化に関しては、様々な検定方法が提唱されている。なかでもHausman検定は有名である。

##### 入れ子型仮説と非入れ子型仮説
入れ子型とは、次のような式を指していう。
{\displaystyle Y_{i}=\beta _{1}+\beta _{2}X_{2t}+\epsilon _{t}}

{\displaystyle Y_{i}=\beta _{1}+\beta _{2}X_{2t}+\beta _{3}X_{3t}+\epsilon _{t}}
もし下の式において {\displaystyle \beta _{3}=0} であれば、両方の式は同一になる。このように、一方の式が他方の式の特殊形として表される場合、入れ子型という。この場合、{\displaystyle \beta _{3}=0} をT検定することによって、いずれの定式化が正しいかを判断することができる。
しかしながら、以下のような場合は通常のT検定を用いることはできない。
{\displaystyle Y_{i}=\beta _{1}+\beta _{2}X_{2t}+\epsilon _{1t}}

{\displaystyle Y_{i}=\gamma _{1}+\gamma _{2}Z_{2t}+\epsilon _{2t}}
この場合、互いに特殊形となっていない。これを非入れ子型という。非入れ子型の検定方法としては、古くはCox (1961)による分布族の比較による検定が提唱され、後にPesaran (1974)によって回帰分析への応用が可能となった。しかし、いずれも計算方法が煩雑であるという問題点があった。
そこでDavidson and MacKinnon (1981) がJ検定と呼ばれる検定統計量を開発し、現在では広く一般的に用いられている。これは通常のT検定を用いることが可能であるが、検定力が低いという欠点を持っている点は注意に値する。

### その他の推定方法など

#### ロジットモデル (Logit model)
2値系列を階級別に、階級が高くなるほど一定の漸近線に近づいていく累積密度曲線 (logit curve) を推定したモデルである。例えば年収に対する車所有割合といった二値系列をこのモデルで推計するため、アンケート分析に用いられることが多い。

#### プロビットモデル (Probit model)
ロジットモデル (Logit model) では誤差項（撹乱項）にロジスティック分布を仮定するのに対して、プロビットモデル (Probit model) では誤差項（撹乱項）に標準正規分布を仮定する。両者の違いはこれだけである。

#### トービットモデル (Tobit model)
系列が切断されている場合に、切断された系列を復元して求めた回帰モデルである。

#### 一般化モーメント法 (Generalized Method of Moments)
母集団に関するモーメント条件に対応する標本モーメント条件が、成立するように推定する計量手法。モーメント条件の数が推定すべきパラメータ数と同じ場合が、モーメント法 (Method of Moments) である。しかし、モーメント条件の数のほうが推定すべきパラメータ数よりも多い場合でも推定可能であり、この意味でモーメント法を一般化した推定方法であることから、一般化モーメント法 (Generalized Method of Moments) と呼ばれる。しばしばGMMと略記される。OLS推定量やIV推定量なども、GMM推定量の特殊ケースとして解釈することが可能である。
GMMはかなり一般的な仮定の下で一致性をもって推定を行える上に、GMMが登場する前にあった多くの推定量をその特殊ケースとして解釈できることから、非常に有用な広範なクラスの推定量と言える。GMMが登場することによって、それまでは実証が困難と考えられていた複雑な非線形モデルも、直接実証することが可能となった。

#### 一般化経験尤度法 (Generalized Empirical Likelihood)
ポストGMMとして、計量経済学の理論研究者の間で盛んに研究が行われている推定量。

#### 最尤法
以下に最尤法の基本的な考え方を説明する。
通常の古典的計量経済分析においては、パラメーターは未知の固定された値であり、データが確率変数であると解釈する。すなわち、我々が手にするデータは背後にある（観測できない）母集団から確率を伴って発生された数値である、と解釈する（厳密には確率変数とは実数値関数であるが、ここでは説明の便宜上このように記しておく）。
例えば最小二乗法では、残差平方和を計算し、それを未知パラメーターで偏微分して推定量を求める。ここでは、あくまでもデータが確率変数であることに注意しておこう。一方、最尤法ではデータは固定された値であり、未知パラメーターが確率変数であると解釈する。
このように解釈する背後には、次のような考え方が存在しているとされる。われわれが観測できたデータは、母集団にある（とされる）データ発生メカニズムから最大の確率を伴って発生されたものである。尤度とは確率の言い換えに過ぎないとすれば、その尤度が最大の状態で未知パラメーターを求めることができれば、それが最尤推定量になる。
実際の計算方法としては、まず尤度関数を導出する。簡単化のために関数の対数をとり、対数尤度関数を導く（対数関数は単調増加関数であるので、尤度関数の最大化と対数尤度関数のそれとは同値である）。ここでは簡単に単純回帰を例に説明しよう。
まず以下の式を考える：
{\displaystyle Y_{t}=\alpha +\beta X_{t}+\epsilon _{t}}
ここで古典的計量分析では {\displaystyle Y_{t}} と {\displaystyle X_{t}} は本来、確率変数であるが、最尤法ではこれらを定数と見なす。したがって、この式では {\displaystyle \epsilon _{t}} のみが確率変数である。そこで、この式を {\displaystyle \epsilon _{t}} の式と読み替えるために、以下のように書き換える：
{\displaystyle \epsilon _{t}=Y_{t}-\alpha -\beta X_{t}}
ここで {\displaystyle \epsilon _{t}} が正規分布に従っていると仮定すれば、変数変換を用いることにより右辺も正規分布の確率密度関数の中に組み込むことができる。密度関数は確率を与える関数であるので、それを最大にするようなパラメーター {\displaystyle \alpha } と {\displaystyle \beta } とが最尤推定量となる。

### 同時・連立方程式体系
複数の回帰式によって表される同時方程式モデルと連立方程式モデルがある。複数の構造型モデルを一般化したのが誘導型モデルである。これは経済モデルである構造型の多項式の中の内生変数を外生変数でといた物である。つまり、内生変数を外生変数のみで表したものである。期間内の推定を内挿、期間外の推定を外挿と呼ぶ。モデルが発散せずに収束するかファイナルテストを行なってモデルを完成させる。識別制約、すなわち同時方程式バイアスが発生する場合がある。モデル式の中の内生変数がモデル全体での外生変数の数から1を引いた自由度と等しいとき丁度識別されるという。少ないときは過剰識別、多いときは過少識別されるという。
マクロ計量モデル
同時方程式モデルと連立方程式モデルを多数組み合わせてマクロ経済変数のパラメーターを変えることによって政策の効果を計るのがマクロ計量モデルである。実務的なマクロモデルの推定では識別制約は無視される場合が多い。
一般均衡モデル
レオンチェフ体系の他に、ワルラスの一般均衡を精緻化したミクロ的基礎を持つラムゼイモデルなどの推計モデルをケインズ的基礎をおくマクロ計量モデルと対比させて一般均衡モデルと呼ぶ。

## 時系列計量経済学

### 定常系列と非定常系列
時系列分析では単時系列と復時（パネル）系列を用いる。系列には定常データと非定常データがある。系列が単位根や共和分を持つかどうかが問題となる。

### 単位根と共和分
1960年代まで、古典的計量分析において時系列データを用いた回帰分析では、データそのものに対する考察はほとんどなく、そのまま最小二乗法などが適用されていた。主にマクロ計量分析では、高い決定係数を示す分析結果が多く、それは結果の妥当性を示すものと認識されていた。
これに対し1970年代に入ると、クライヴ・グレンジャーが無関係なランダム・ウォークに従う変数同士を回帰させた場合、無関係にもかかわらず、回帰係数の値が統計的に0でない値になり、高い決定係数を示し、同時に低いDurbin-Watson統計量を示すことをモンテカルロ分析から明らかにした。この結果の意味することは、1970年代以前に計量経済学で検証されてきた様々な経済モデルが統計的には全く意味がない可能性があるということである。この画期的な論文を発表する前は、計量経済学者および統計学者からはあまり評判がよくなかったが、彼らも実際に分析したところ、同様の結果を得たことから次第にデータそのものに対する考察が進められてきた。
1970年代から急速に研究が進み、1980年代に入るとP.C.B.Phillipsが金字塔とも言えるべき論文をEconometricaに掲載する。同じ号の次の論文が、Grangerがノーベル賞を取る理由の1つとなった共和分に関する論文であった。これらの論文により、単位根および共和分の検定が普及することとなる。

#### 単位根検定
先にランダム・ウォークどうしの変数を回帰した場合の話をしたが、単位根検定とは基本的に変数がランダム・ウォークであるか否かを検定する方法である。
ランダム・ウォークとは次のように定式化される確率変数列のことをいう：
{\displaystyle y_{t}=y_{t-1}+\epsilon _{t}}
この式は次式において、パラメーターを1にしたものと同様である：
{\displaystyle y_{t}=\beta y_{t-1}+\epsilon _{t}}
したがって、この式において{\displaystyle \beta =1}の仮説検定を行えばよいことになる。しかしながらこの式で検定統計量を導出すると、それは通常のT分布に従わないことが分かっている。

#### 共和分検定
共和分とは簡単にいえば、ランダム・ウォークに従う変数同士の線形結合が定常過程に従うことをいう。通常の経済変数はそのほとんどがI(1)変数であるので、このように言ってしまって構わないであろう。しかし、理論的には次のように定義される。
- I(d)変数同士を線形結合することにより、I(d-b) （ただし {\displaystyle d>b>0} ）となるとき、これらの変数は共和分しているという。

### 一変量時系列解析
AR: 自己回帰モデル
MA: 移動平均モデル
ARMA: 自己回帰移動平均モデル
ARIMA: 自己回帰和分移動平均モデル
ECT: 誤差修正自己回帰モデル
ARCH: 分散自己回帰モデル
GARCH: 一般化分散自己回帰モデル
SV: 確率的ボラティリティモデル
MSM: マルコフ・スイッチングモデル
MSM: マルコフ・スイッチング マルチフラクタル

### 多変量時系列解析
VAR: ベクトル自己回帰モデル
VEC: ベクトル誤差修正モデル
分析指標
VARやVECでは、変数間の関係をグランジャーの因果性と呼ばれるもので検証したものが多数の論文で見られる。また、誤差項にショックを与えたときに変数の移り変わりをインパルス応答によって分析した論文が多数出されている。他には分散分解分析も用いられる。

## ベイジアン計量経済学
ベイジアンが古典的計量経済学および時系列分析と一線を画するのは、確率を主観的に扱う点にある。ベイジアン計量経済学では例外なくベイズの定理が用いられる。ベイズの定理は条件付き確率の定義より直接導かれるものである。
データを {\displaystyle y}, 関心のあるパラメーターを {\displaystyle \theta } とおく。ベイジアンではデータを固定した値、パラメーターを確率変数と解釈するので、データを所与としたパラメーター推定を行うことになる。これは古典的計量経済分析における最尤法と基本的には同じ考え方である。

### ベイズの定理
パラメーターは以下のようにして求められる。まず条件付確率の定義より
{\displaystyle P(\theta |y)={\frac {P(\theta ,y)}{P(y)}}}
を得る。右辺の分子に再度、条件付確率の定義を適用して
{\displaystyle P(\theta |y)={\frac {P(\theta )P(y|\theta )}{P(y)}}}
ここで右辺の分母は所与のデータの確率を表しているので、定数と見なして差し支えない。したがってベイズの定理として以下の式を得ることができる。
{\displaystyle P(\theta |y)\propto P(\theta )P(y|\theta )\propto P(\theta )l(y|\theta )}
ここで{\displaystyle \propto }は比例関係を表している。
最後の式は次のように解釈する。左辺はデータが与えられた下でのパラメーターの従う確率、すなわち事後確率を表しており、右辺はデータが与えられる前の事前確率にパラメーターに関する尤度をかけたものに比例している。つまり何も情報が与えられていない事前確率に尤度を掛けることによって、事後確率を得るという情報のアップデートを、このベイズの定理は表していることになる。

### 事前確率（分布）と尤度、および事後分布
ベイジアン計量経済学では、上述のベイズの定理を用いるだけでよい。問題はいかなる事前分布を用いればよいかという点にある。尤度は古典的計量分析における尤度関数と同じであるので、事後分布を導出するためには適切な事前分布を想定しなくてはならない。
事前分布には以下の2つが考えられている。
- 自然共役事前分布 (natural conjugate prior)
- 無情報事前分布 (non-informative prior)

#### 自然共役事前分布
共役とは、共役複素数という言葉からも分かるように、基本的に同じ構造を持ち合わせていることを意味する。ベイズの定理における共役とは、事前確率と事後確率とが同じような分布に従うことをいう。
統計学においては分布族 (distribution family) という概念がある。数理的構造が同じである場合、同じ分布族に従うという。例として指数型分布族が挙げられる。
先のベイズの定理において、尤度と事前確率とが共に正規分布に従っている場合、事後確率も正規分布に従うことが簡単に分かる（分布の再生性による）。ほかにも事前分布が逆ガンマ分布に、尤度が正規分布に従っている場合も、事後分布は逆ガンマ分布に従うことが導出される。
分析の容易性という観点からは、自然共役事前確率を用いることが望ましい。しかしながらいつでも（都合のよい）事前確率を想定することはできない。この場合、次の無条件事前分布を用いることになる。

#### 無情報事前分布
自然共役事前分布と違い、こちらは事前分布にまつわる情報が何もない、いわば白旗を揚げている状態をさす。こういう場合には、例えばパラメーターの事前分布としてパラメーター空間において全ての値が均一の確率を有していると仮定するのが自然であろう。したがって、無条件事前分布の候補の一つとして一様分布が挙げられる。
また、ジェフリーズによる無条件事前分布というものがある。これはフィッシャー情報量の平方根を事前分布として用いるものである。
ところで、一様分布を事前分布に用いる場合、結果として古典的計量分析における最尤法と同じ結果を得ることができる。古典的計量分析における最尤法をベイジアンで解釈すれば、事前分布に一様分布を仮定し、事後分布のモード（最頻値）を求めていることと同じになる。

### パラメーターの推定および検定
古典的計量分析においては、パラメーターがT分布に従うと仮定して、信頼区間を計算する。また有意水準を設定することにより、仮説検定を行うことになる。通常、有意水準は5%に設定されることが多い（これは経験則のようなものであり、合理的根拠は全く存在しない）。
このことは、検定力の計算可能性と関係がある。統計的仮説検定には第一種過誤と第二種過誤 (type I error and type II error) とがあるが、分析者がコントロールできるのは後者だけである。5%という値が意味しているのは、100回のうち5回は間違った判断をすることを許容していることになる。
ところでベイジアンでは、検定力という概念は存在しない。これは検定方法に理由がある。古典的計量分析におけるネイマン＝ピアソンの補題の仮説検定では、上に述べたように有意水準（何%の間違いを許容するか）を設定する必要がある。すなわち、第二種の過誤をコントロールして仮説検定を行っている。
これに対しベイジアンでは、ベイズの定理から事後分布を得ているので、分布の密度が高い部分の95%の範囲を選ぶことができる。古典的計量分析では信頼区間 (confidence interval) と言われているものが、ベイジアンでは信用区間 (credible interval) と呼ばれている。中でも密度の高い部分の信用区間を選ぶことが多く、これを最高事後密度区間 (HPDI: Highest Posterior Density Interval) という。
古典的計量分析における信頼区間では、パラメーターの従う分布を例えばT分布と仮定した上で仮説検定を行っている。しかし、いつでもそのような分布に従うとは限らない。これに対してベイジアンでは事後の分布を特定化できるために、常に密度の高い信用区間を得ることが可能となる。言い換えれば、ベイジアンの仮説検定は極めて直接的であるといえよう。

### 問題点とその解決策：MCMCの導入
ベイジアン計量経済学は、常にベイズの定理を適用し、条件付確率を用いた議論を行うという点で一貫性を有している。しかしながら、少しでも分布が複雑になってしまうと、事後分布を解析的に導出することが不可能になるケースが多い。また、仮に導出できたとしても、今度は数値計算が難しくなってしまうという問題がある。このため、これまで計量経済学においてベイズ分析は少なかった。
ところが1990年代に入り、主に統計物理学の分野で発展してきたマルコフ連鎖モンテカルロ法 (MCMC method: Markov Chain Monte Carlo method) が導入されたことにより、統計分析におけるベイズ分析の適用が爆発的に普及することとなった。また、Zellner,A. (1971)以来、テキストブックも出てこなかったが、ここ数年で次々とベイジアン計量経済学の教科書が出版されるようになった。また、マクロ経済学の実証分析におけるベイズ分析の需要も相俟って、計量経済学において必要不可欠な分析装置となりつつある。
以下ではMCMCの基本的な考え方を述べることとしたい。以下では、マルコフ連鎖の基本的内容については既知のものとする。

### ベイズ分析の課題と展望
ベイズであるが故に生涯付きまとう問題は、確率を主観的に扱っているという批判である。古典的計量分析は頻度論的確率に依拠しているため、確率については客観的に振舞うことが可能である。
しかし、いかなる分析において主観が介在しないものはない。例えば線形回帰モデルを例にとっても、なぜ線形模型を構築したのか、なぜその変数群を選択したのか、こういう点に分析者の主観が大いに入り込んでくる。ベイズではその主観がただ確率に混入しているに過ぎない。それをあげつらって批判するのは、何の実りもない。
情報の有効利用という観点では、ベイズ統計学分析がはるかに優れている。それは分析者の持っている情報を事前確率という形で定式化し、それに尤度をかけることによって事後確率を導出できるからだ。つまり情報の更新という視点をベイズは積極的に使っていることになる。
これに対し古典的計量分析では、既存の分析方法の精緻化以外に進歩する余地がないのが実情である。ノーベル賞級の業績と言われているGMMも、かつてのモーメント法を改良しただけに過ぎない。確かに既存の方法論を特殊形として含んでいる点では、科学哲学（とりわけ素朴ベーコン主義）の観点からもパラダイム転換に近い影響を与えたことは間違いない。しかし、その後は理論の精緻化以外に得られるものはなかった。
ベイズ分析も、基本はベイズの定理の応用でしかない。しかし、MCMCの発展・導入により分析方法が飛躍的に拡充した。これまで解析的に不可能であったものが、数値的に簡単に分析できるようになり、同時に理論面でも整備が進んでいる。実際の応用という点においても、その有用性をベイズは物語っている。
いまだに計量経済学の世界では、標本理論とベイズ理論とが対峙しているままである。またベイジアンの不利な点は、ベイズを学ぶためには標本理論をある程度理解していることが前提であるところにある。したがって、計量経済学におけるベイジアンの人口は、標本理論に比べてはるかに少ない。しかし、昨今の応用事例の幾何級数的な増加、および教科書・専門書の体系化もあいまって、今後ますますベイジアンは増えていくものと思われる。
米国や日本では、確率に関する哲学的議論がいまだ残っているために、ベイジアンを導入するのに消極的な研究機関が多い。そうすることによって、分析手法や視野を狭めている可能性がある。

## 今後の展望
1970年以降は、時系列分析・ミクロ計量経済学が流行である。時系列分析で、2003年のノーベル経済学賞は、単位根、共和分という概念を提唱したロバート・エングルとクライヴ・グレンジャーが受賞した。ミクロ計量経済学で、2000年のノーベル経済学賞は、離散選択・Treatment effectの推定方法を提唱したダニエル・マクファデンとジェームズ・ヘックマンが受賞した。
計量経済学は、経済モデルの実証研究を行う学問であり、近代経済学の発展に大いに貢献してきた。現代ではマクロ経済分析にとどまらず、ミクロ経済学の分野である財政学や労働経済学などにおいても必要不可欠な分析手法となっている。特に最近ではマイクロデータの整備が進んできたこともあって、とりわけパネルデータや離散選択等を利用するミクロ計量経済学が盛んである。また、時系列分析は、金融工学という学問体系にまで発達を遂げた。ただ単に経済モデルの検定にとどまらず、工学分野への応用によって更に計量経済学を活かすことのできる可能性が広まっている。
実際の実証分析では、小標本理論よりも漸近理論が重視されており、推定量の一致性を確保することが大前提になっている。かつては、一致性の次には小標本特性や効率性を追求していたが、近年ではそれよりも仮説検定に関する一致性を重視している。今後、データが増えることが予想されるので、漸近理論を適用することの正当性が高まるという観測が、このような流れを生んだ一因と言える。
経済学者のディアドラ・N・マクロスキーは、ほとんどの計量経済学の教科書は有意と実体的重要性が異なるということを述べていない、有意性検定はそもそも尺度ではない、と指摘している。

## 学術雑誌
- Journal of Econometrics（英語版）
- Quantitative Economics（英語版）
- Econometric Theory
- Journal of Business and Economic Statistics（英語版）
- Journal of Applied Econometrics（英語版）
- Econometric Reviews（英語版）
- Econometrics Journal（英語版）